# 同普縣
同普縣，在西康省寧靜山脈之東麓，金沙江之西。土名卡庄。原系德爾格忒宣慰司西境地；清宣統元年（1909年）改流設縣，屬川滇邊務大臣；民國初，屬川邊特別區域，十七年（1928年），直轄於西康省政府。當地通道路；有銅等礦產。